# Glynis Barber
Glynis Barber (nascuda Glynis van der Riet; Durban, Sud-àfrica, 25 d'octubre de 1955) és una actriu sud-africana.

## Biografia
Glynis Barber va néixer i va créixer a Sud-àfrica com Glynis van der Riet. Quan tenia cinc anys, els seus pares es van divorciar i ella i la seva mare es van mudar a Johannesburg. Va estudiar a la Mountview Academy of Theatre Arts a Londres. Va començar a recitar el 1978, i el seu èxit va arribar el 1981 amb el seu paper de Soolin a la sèrie televisiva de ciència-ficció Blake's 7. Va destacar també per interpretar la detectiu Harriet Makepeace a la sèrie policial britànica Dempsey and Makepeace. Des de 1987 apareix sovint en pel·lícules i sèries televisives. El 1989 es va casar amb l'actor Michael Brandon, a qui va conèixer al rodatge de Dempsey and Makepeace.

## Filmografia
- Blake's 7 – sèrie de TV, 14 episodis (1978-1981)
- LOS Delirium House (1978)
- Yesterday's Hero (1979)
- BBC Play of the Month – sèrie de TV, 1 episodi (1979)
- The Sandbaggers – sèrie de TV, 1 episodi (1980)
- The History of Mr. Polly – minisèrie de TV (1980)
- Sherlock Holmes and Doctor Watson – sèrie de TV, 2 episodis (1980)
- Kelly Monteith – sèrie de TV, 1 episodi (1981)
- A Fine Romance – sèrie de TV, 1 episodi (1981)
- Bognor – sèrie de TV, 6 episodis (1981)
- Jane – sèrie de TV, 10 episodis (1982-1984)
- Horror Safari – pel·lícula TV (1982)
- The New Adventures of Lucky Jim – sèrie de TV, 4 episodis (1982)
- The Hound of the Baskervilles, règia de Douglas Hickox – pel·lícula TV (1983)
- The Wicked Lady – pel·lícula TV (1983)
- Dempsey and Makepeace – sèrie de TV, 30 episodis (1985-1986)
- Tangiers (1985)
- Love and Marriage – sèrie de TV, 1 episodi (1986)
- Screen Two – sèrie de TV, 1 episodi (1987)
- Red Dwarf – sèrie de TV, 1 episodi (1988)
- Tales of the Unexpected – sèrie de TV, 1 episodi (1988)
- Monsters – sèrie de TV, 1 episodi (1989)
- Edge of Sanity – pel·lícula TV (1989)
- Palace Guard – sèrie de TV, 1 episodi (1991)
- The Mirror Crack'd – pel·lícula TV (1992)
- Diagnosis Murder – sèrie de TV, 1 episodi (1994)
- Conqueror: A.D. 1086 (videojoc) (1995)
- Goosebumps: Escape from Horrorland (videojoc) (1996)
- Déjà Vu (1997)
- The Apocalypse Watch – pel·lícula TV (1997)
- Babes en the Wood – sèrie de TV, 1 episodi (1998)
- The Bill – sèrie de TV, 1 episodi (1999)
- Highlander: The Raven – sèrie de TV, 1 episodi (1999)
- Doctors – sèrie de TV, 1 episodi (2000)
- Night & Day – sèrie de TV, 2 episodis (2001-2002)
- On the Nose (2001)
- Hostile Waters (videojoc) (2001)
- Dark Realm – sèrie de TV, 1 episodi (2001)
- Beings (2002)
- Murphy's Law – sèrie de TV, 1 episodi (2003)
- The Afternoon Play – sèrie de TV, 1 episodi (2003)
- Family Affairs – sèrie de TV (2005)
- Emmerdale Farm – sèrie de TV, 18 episodis (2006-2007)
- Trial & Retribution – sèrie de TV, 1 episodi (2006)
- New Tricks – sèrie de TV, 1 episodi (2009)
- EastEnders – sèrie de TV, 89 episodis (2010-2011)